# Bergkloster Heiligenstadt
Das Bergkloster Heiligenstadt in Heilbad Heiligenstadt ist ein Kloster der europäischen Provinz der Schwestern der hl. Maria Magdalena Postel in Nordthüringen.

## Geschichte
Schwester Placida gründete nach einem Kontakt zu Lehrerinnen im thüringischen Eichsfeld 1862 eine erste deutsche Ordensniederlassung in Heiligenstadt auf dem ehemaligen Stiftsberg. Seit dieser Zeit sind die Ordensfrauen im Eichsfeld auch unter dem Beinamen Heiligenstädter Schulschwestern und das Kloster als Bergkloster bekannt. Das Kloster wurde zum Mutterhaus der deutschen Schwestern. Während des Kulturkampfes mussten die Schwestern Heiligenstadt verlassen und kehrten erst 1887 zurück. Durch die Deutsche Teilung wurde die Arbeit innerhalb des 1920 gegründeten deutschen Zweiges erschwert und das Generalat 1968 nach Bestwig verlegt. 2003 ist das Generalat des Ordens wieder nach Heiligenstadt zurückgekehrt.

## Kloster
Zum eigentlichen Kloster gehören die Konventgebäude, eine Klosterkapelle, ein Kindergarten und ein Klostergarten mit einem Kreuzweg. Zwischen 1856 und 1870 erwarb man mehrere nebeneinander liegende Gebäude auf dem Stiftsberg zunächst für die Schule und dann auch das Kloster. Zwischen 1893 und 1905 erfolgten mehrere Umbauten an den Gebäuden zu einem Gesamtkomplex. 
Bei Umbauarbeiten in den 1990er Jahren wurden archäologische Funde aus dem achten bis neunten Jahrhundert aus der Gründungszeit von Heiligenstadt sichergestellt.

## Bildungseinrichtungen

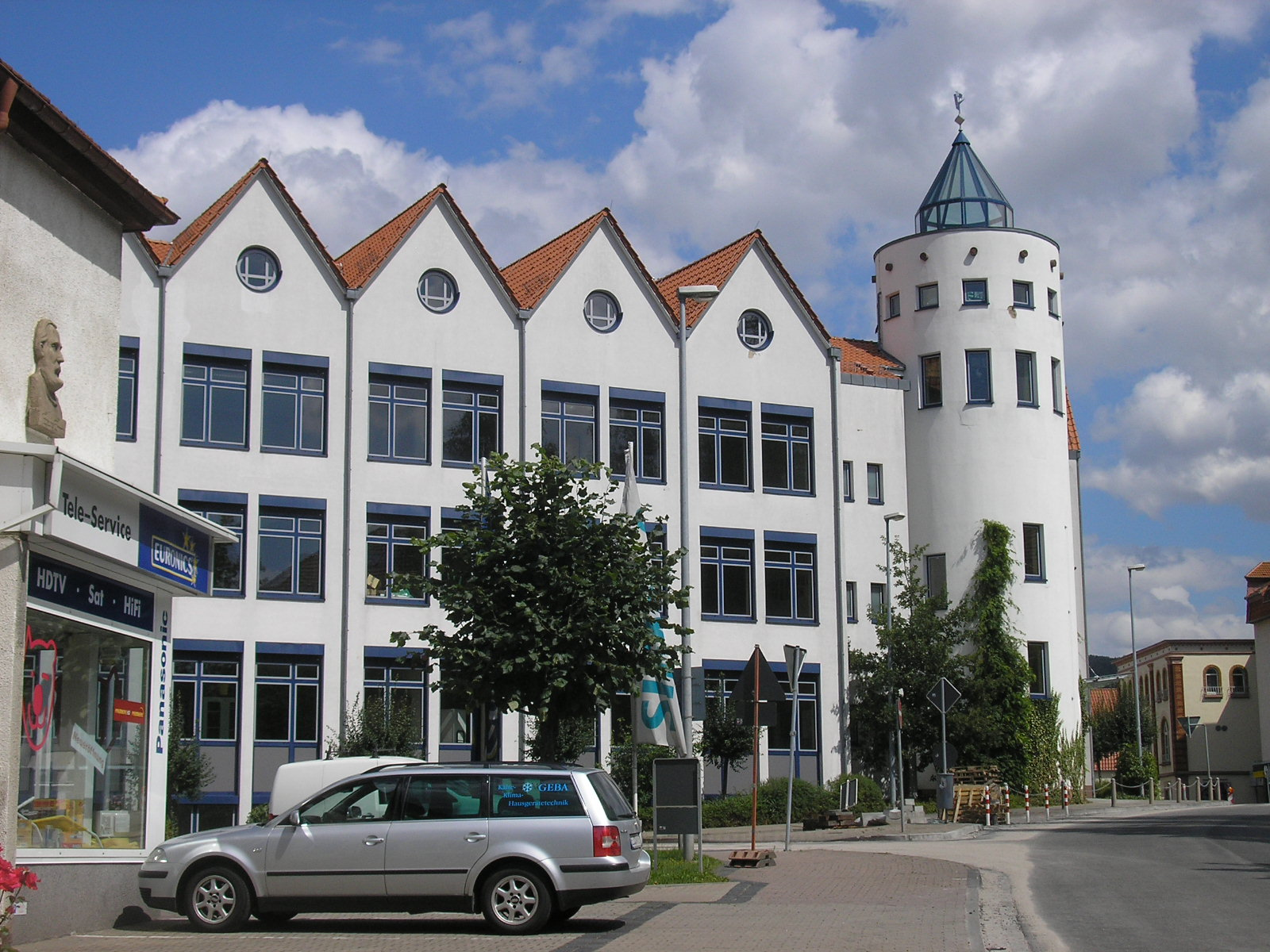
Neubau des Gymnasiums Bergschule St. Elisabeth

In der Trägerschaft der Ordensgemeinschaft der Schwestern der hl. Maria Magdalena Postel befinden sich folgende Bildungseinrichtungen in Heiligenstadt:
- ehemalige Lehrerinnen-Bildungsanstalt und die höhere Mädchenschule
- Bergkindergarten
- Bergschule St. Elisabeth mit einem Gymnasium und einer berufsbildenden Schule. Das Gymnasium ist in die Trägerschaft des Bistums Erfurt übergegangen.

Eine wichtige Schule in der Trägerschaft dieses Ordens ist das Engelsburg-Gymnasium im hessischen Kassel.